# Två hjärtan i valstakt (operett)
För filmen, se Två hjärtan i valstakt.
Två hjärtan i valstakt (tyska: Zwei Herzen im Dreivierteltakt) är en operett i tre akter med musik av Robert Stolz och libretto av Paul Knepler, Ignaz Michael Welleminsky och Robert Gilbert. Den är baserad på manuset till filmen med samma namn från 1930.  

## Historia
Att operetter filmats, ofta med framgång, finns det otaliga exempel på. Däremot är det ganska ovanligt att en filmsuccé förvandlats till en operett. Men det var vad som hände med Europas första ljudfilmsoperett Två hjärtan i valstakt, vars titelmelodi blev en världsschlager. Filmen gjordes i Berlin 1929 och Robert Stolz skrev musiken. Fyra år senare kom operetten Der verlorerne Walzer, där Stolz använt filmmanuskriptet som grund. Den gavs på 1930-talet i en svensk radioversion. Operetten bytte snart titel till Zwei Herzen i Dreivierteltakt och hade premiär den 30 september 1933 på Operahuset i Zürich.

## Musiken
Trots operettens titel innehåller verket inte endast valser, utan även blues, foxtrot och slowfox förekommer. Förutom titelsången, som givit upphov till hela verket, kan även följande nummer nämnas:
- Meine kleine Schwester heißt Hedi
- Heute besuch ich mein Glück
- Auch du wirst mich einmal betrügen, auch du
- Wenn man zweimal leben könnte
- Du bist meine schönste Träumerei
- In Wien, wo der Wein und der Walzer blüht